# Antoine III de Gramont
Pour les articles homonymes, voir Antoine III, Gramont et Maison de Gramont.
Antoine III de Gramont, duc de Gramont (1648), pair et maréchal de France, né en 1604 et mort le 12 juillet 1678 à Bayonne, est un militaire et diplomate français d'origine gasconne du XVIIe siècle.

## Biographie

### Origines et famille
Modèle:Section à sourcver
Antoine III de Gramont descend de la Maison de Gramont, une ancienne famille de la noblesse béarnaise dont l'origine remonte au XIe siècle.
Il est le fils d'Antoine II de Gramont (mort en 1644), comte puis duc de Gramont, en 1643, et de Louise de Roquelaure. Il est le frère de Philibert de Gramont, rendu célèbre par les Mémoires du comte de Gramont d'Antoine Hamilton.
Son petit-fils, Antoine V de Gramont sera comme lui maréchal de France.

### Carrière militaire et diplomatique
Connu pour ses talents de séducteur, il doit s’exiler à la suite d'un duel. Il reste loyaliste pendant la Fronde.
Homme de guerre, il fait les campagnes contre les huguenots sous Richelieu à la tête son régiment le régiment de Gramont-liégeois. Il est nommé maréchal de France en 1641. Pendant la guerre des faucheurs il contribue au secours de Constantí dont les troupes s'étaient réfugiées au château en 1647. Une gravure de Sébastien de Beaulieu illustre cette victoire sur les forces espagnoles venant de Tarragone.
Il est conseiller d'État en 1637 et fait l'année d'après, lieutenant général de Normandie, puis en Picardie. Vice-roi de Navarre et du Béarn en 1644, duc et pair en 1648, il est nommé ministre d'État en 1653 et colonel des gardes françaises en 1661.
Il est ambassadeur à Madrid où il organise le mariage de Louis XIV puis à Francfort. Le roi lui donne procuration pour le représenter au mariage célébré à Madrid. C’est encore lui qui accueille à Bayonne Louis XIV, Anne d’Autriche, Mazarin et le reste de la Cour.

## En littérature
Il est utilisé comme modèle pour le personnage du comte de Guiche, dans la pièce Cyrano de Bergerac. Le personnage est également mentionné dans Vingt ans après et Le Vicomte de Bragelonne d'Alexandre Dumas, dans lesquels il intervient en tant que père de l'ami de Raoul, fils d'Athos, dans la guerre contre les Espagnols.

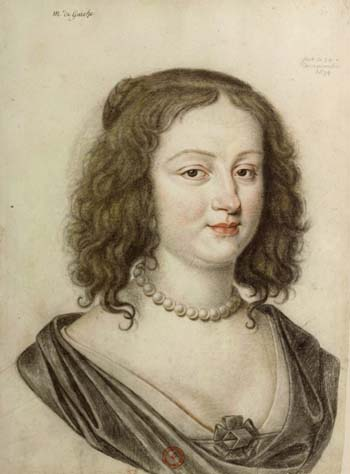
Portrait de Françoise-Marguerite du Plessis-Chivré, par Daniel Dumonstier

Il est également mentionné par Jean-Baptiste Tavernier, baron d'Aubonne, dans ses Six voyages en Turquie, en Perse et aux Indes (1676).
Mme de Sévigné en parle dans sa lettre à M. de Pomponne, datée du 1er décembre 1664. Le maréchal se fait duper par Louis XIV, qui lui présente un madrigal écrit par lui, sans lui dévoiler l'identité de l'auteur et lui demande son avis, après l'avoir sévèrement critiqué. Ne se doutant de rien, le maréchal abonde dans le sens du roi, qui se fait un malin plaisir de lui révéler ensuite qui en est l'auteur. Le pauvre maréchal se trouve honteux et confus.

## Mariage et descendance
En novembre 1634, Antoine de Gramont épouse Françoise-Marguerite de Chivré (ca 1611 - Paris, 2 mai 1689), fille d'Hector de Chivré, chevalier, seigneur du Plessis, Frazé, Rabestan (cousin germain du cardinal de Richelieu : voir l'article Pyrrhus L'Enfant), et de Marie de Conan. Dont quatre enfants :
1. Henriette Catherine de Gramont (ca 1636 - Paris, 24 mars 1695), mariée à Paris le 13 septembre 1662 avec Alexandre de Canouville, marquis de Raffetot, fils d'Alexandre de Canouville, marquis de Raffetot, et de Françoise de Choiseul. Dont postérité ;
2. Armand de Gramont (Paris, novembre 1637 - 29 novembre 1673), comte de Guiche, mort avant son père sans descendance ;
3. Catherine Charlotte de Gramont (1639 - Paris, 4 juin 1678) épouse à Pau le 30 mars 1660 Louis Ier, prince de Monaco (1642-1701), dont postérité ;
4. Antoine-Charles de Gramont, 3e duc de Gramont, prince souverain de Bidache (1641 - 25 octobre 1720), vice-roi de Navarre et de Béarn, épouse en 1668 Marie-Charlotte de Castelnau (1648-1694), dont postérité.

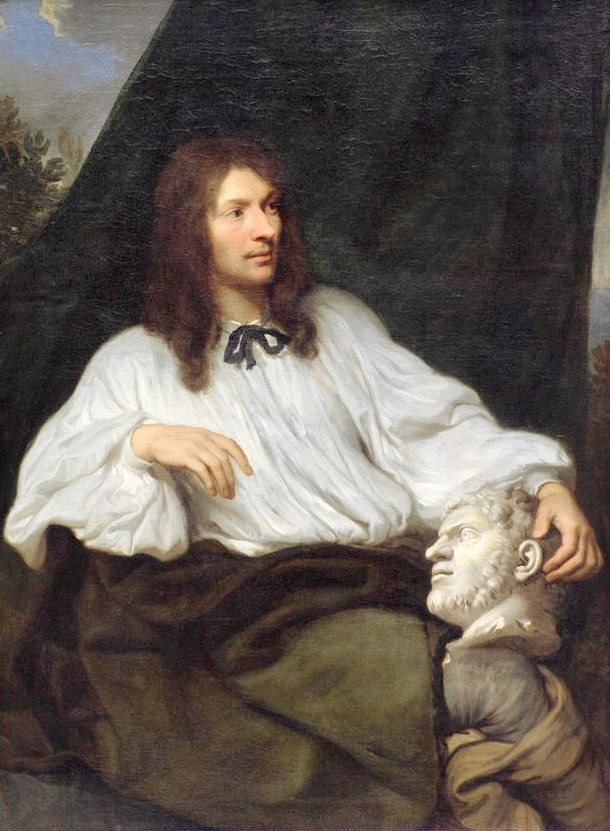
Armand (discuté)
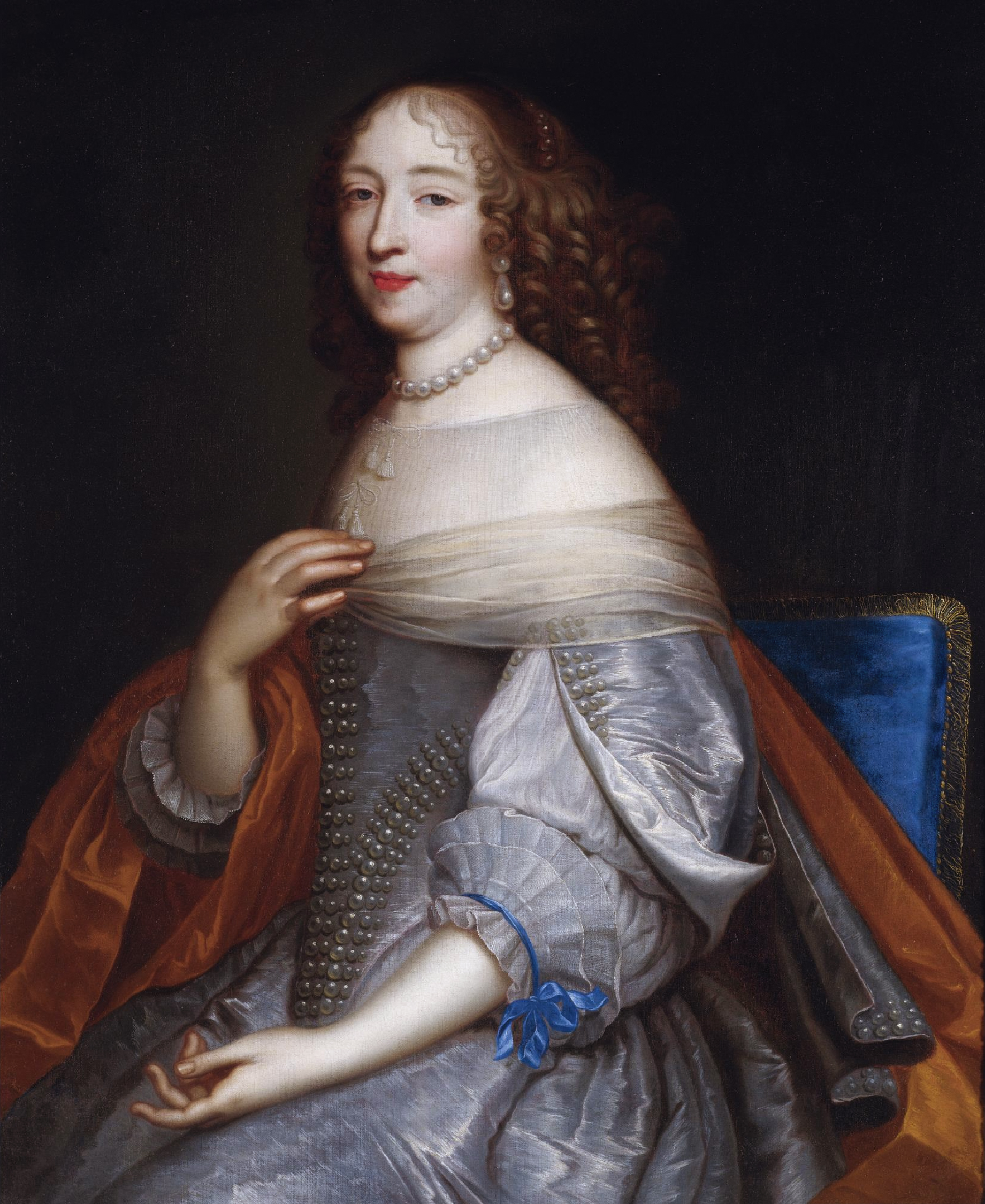
Catherine-Charlotte
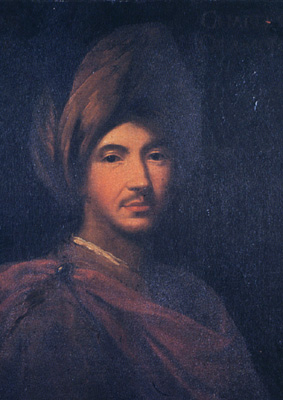
Antoine-Charles
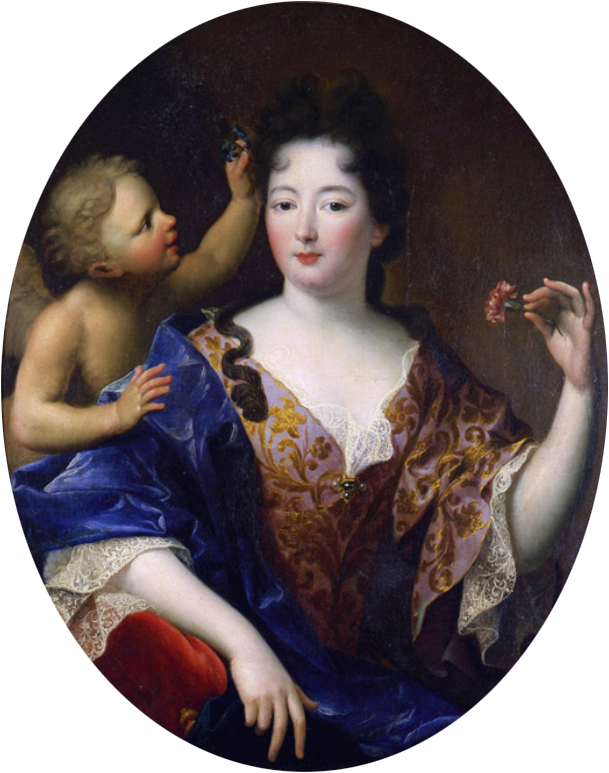
Henriette-Catherine

## Armoiries
| Figure | Blasonnement                                                                                      |
|        | Écartelé, au I, de Gramont ; aux II et III, d'Aster ; au IV, d'Aure ; sur-le-tout, de Toulongeon. |

### Iconographie
- 1835 : Portait mi-corps d'Antoine III de Gramont (1604-1678), copie réalisée en 1835 par Sophie Bresson-Rochard (1810-apr.1842) à la demande du roi Louis-Philippe, huile sur toile 73 x 57cm conservée aux château de Versailles et Trianon